# Näsaviken
Näsaviken är ett naturreservat i Töreboda kommun i Västra Götalands län.
Området är naturskyddat sedan 2014 och är 7 hektar stort. Reservatet ligger vid södra stranden av Näsaviken i sjön Velen och omfattar en höjd.  Reservatet består av barrskog av gran och tall.